# Время X
«Время X» — второй студийный альбом группы «Louna», который вышел 26 февраля 2012 года.
Три песни из альбома попали в хит-парад Нашего радио Чартова дюжина: дуэт с Сергеем Михалком «Каждый вправе», «Мама» и «Люди смотрят вверх», достигшие в чарте 3-го, 1-го и 4-го мест соответственно. Песня «Мама» также заняла 5 место в Чартовой дюжине 2012.

## История создания
Весь материал для альбома записывался в домашней студии группы Louna «Louna Lab» и на студии «Гигант Рекорд». Сведение и мастеринг альбома выполнил Максим Самосват (экс-«Эпидемия») на студии «Dreamport».

Когда попадают в работу песни, 14 штук, и все хорошие и нельзя сказать, что какая-то из них не нравится… здесь не было ни секунды сомнений для чего эти песни. Очень понравилось, что всё абсолютно искренне.— Максим Самосват о своей работе над альбомом «Время Х» 
Альбом вышел на лейбле «Союз» 26 февраля 2012 года, и в этот же день состоялась автограф-сессия группы в московском музыкальном магазине «МузТорг» в 15.00.
Презентация альбома состоялась 3 марта в Москве в клубе «P!PL» и 10 марта в Санкт-Петербурге в клубе «Зал Ожидания».
В записи альбома принимали участие известные вокалисты Сергей Михалок («Ляпис Трубецкой») и Александр «Чача» Иванов («Radio Чача»).

Мне нравится, что у нас получается сотрудничать именно с такими музыкантами, потому что основная часть всяких дуэтов в эстраде и рок-н-ролле — это когда продюсеры хотят что-то замутить и увидеть в этом какую-то выгоду. Ни мы, ни ребята из «Louna» не являемся коммерчески заангажированными.— Сергей Михалок о совместной работе с группой «Louna» 

## Список композиций
| №   | Название                                       | Музыка         | Длительность |
| --- | ---------------------------------------------- | -------------- | ------------ |
| 1.  | «Проснись и пой!»                              |                | 4:06         |
| 2.  | «Каждый вправе» (feat. Сергей Михалок)         |                | 3:45         |
| 3.  | «Жесты»                                        |                | 3:43         |
| 4.  | «Словно Форрест Гамп»                          |                | 3:25         |
| 5.  | «Время X»                                      | Рубен Казарьян | 3:46         |
| 6.  | «Все как один» (feat. Александр «Чача» Иванов) |                | 2:42         |
| 7.  | «Люди смотрят вверх»                           |                | 4:25         |
| 8.  | «Ночь, дорога и рок»                           |                | 3:13         |
| 9.  | «Мама»                                         |                | 3:58         |
| 10. | «Против всех»                                  |                | 3:54         |
| 11. | «Ящик Пандоры»                                 |                | 4:59         |
| 12. | «Штурмуя небеса»                               |                | 3:59         |
| 13. | «Кто, если не мы?»                             |                | 4:14         |
| 14. | «Мир и любовь»                                 |                | 4:27         |

## Клипы
1. «Мама» (2012)
2. «Люди смотрят вверх» (2012)
3. «Проснись и пой!» (live) (2013)
4. «Ночь, дорога и рок»(2013)
5. «Штурмуя небеса»(2021)

## Дополнительная информация
- Песня «Проснись и пой!» дала название концертному альбому и DVD, вышедшим в марте 2013.
- В песне «Каждый вправе» Лусинэ Геворкян декламирует права человека из текста Всеобщей декларации прав человека:

Все люди рождаются свободными и равными в своем достоинстве и правах. Они наделены разумом и совестью и должны поступать в отношении друг друга в духе братства. Каждый человек имеет право на жизнь, свободу и на личную неприкосновенность. Никто не должен подвергаться пыткам или жестоким, бесчеловечным или унижающим его достоинство обращению и наказанию. Все люди равны перед законом и имеют право, без всякого различия, на равную защиту закона. Каждый человек имеет право на свободу мысли, совести и религии, на свободу мирных собраний и ассоциаций, на свободу убеждений и на свободное выражение их.
- На песню «Ночь, дорога и рок» в настоящее время готовится клип из видеозаписей, присланных группе её фанатами.
- Песня «Мама» была впоследствии перезаписана с английским текстом, английская версия в марте 2013 года прозвучала на чикагской радиостанции «95FM W.I.L.L», причём некоторые не поверили, что это звучит группа из России[8].
- Песня «Штурмуя небеса» посвящена клубу 27:

Этот текст посвящается всем
Тем, кто понял в свои 27:

Возвращаться уже слишком поздно
Этот текст посвящается всем
Кто ушёл навсегда в 27

Тем, кто смотрит на нас и смеётся

## Участники записи
| Louna - Лусинэ «Лу» Геворкян — вокал, клавишные. - Виталий «Вит» Демиденко — бас-гитара. - Рубен «Ру» Казарьян — гитара. - Сергей «Серж» Понкратьев — гитара. - Леонид «Пилот» Кинзбурский — ударные. | Над релизом работали - Сергей Михалок — вокал (песня № 2). - Александр «Чача» Иванов — вокал (песня № 6). - Максим Самосват — звукорежиссёр. - Артём Демиденко — дизайн-оформление. |